# حصار دفع آفت

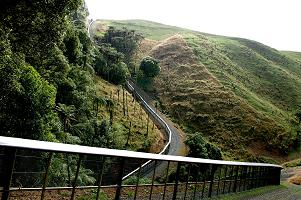
حصار دفع آفت Xcluder در پیرامون محیط Maungatautari

حصار دفع آفت یا حصار حذف آفت (به انگلیسی: Pest-exclusion fence)، مانعی است که برای حذف انواع خاصی از آفت جانوری از محوطه ساخته شده‌است. این حصار ممکن است برای محافظت از گیاهان در باغبانی، حفظ علفزار برای جانوران چراکننده، جدا کردن گونه‌های ناقل بیماری (گونه‌های ناقل) از دام، جلوگیری از ورود گونه‌های دردسرساز به جاده‌ها، یا حفاظت از گونه‌های بومی در ذخیره‌گاه‌های طبیعی باشد. این حصارها لزوماً حصار سیمی سنتی نیستند، بلکه ممکن است شامل موانع آوایی یا بویایی نیز باشند.